# Condado de Liberty (Georgia)
El condado de Liberty (en inglés: Liberty County), fundado en 1796, es uno de 159 condados del estado estadounidense de Georgia. En el año 2007, el condado tenía una población de 60 503 habitantes y una densidad poblacional de 46 personas por km². La sede del condado es Hinesville.

## Geografía
Según la Oficina del Censo, el condado tiene un área total de 1561 km² (602,7 mi²), de la cual 1344 km² (518,9 mi²) es tierra y 216 km² (83,4 mi²) (13.85%) es agua.

### Condados adyacentes
- Condado de Bryan (norte)
- Condado de McIntosh (sur)
- Condado de Long (oeste)
- Condado de Evans (noroeste)
- Condado de Tattnall (noroeste)

## Demografía
Según el censo de 2000,, los ingresos medios por hogar en el condado eran de $33 477, y los ingresos medios por familia eran $35 031. Los hombres tenían unos ingresos medios de $25 305 frente a los $20 765 para las mujeres. La renta per cápita para el condado era de $13 855. Alrededor del 15.00% de la población estaban por debajo del umbral de pobreza.

## Transporte

### Principales carreteras
- Interestatal 95
- U.S. Route 17
- U.S. Route 84
- Ruta Estatal de Georgia 25
- Ruta Estatal de Georgia 119
- Ruta Estatal de Georgia 129
- Ruta Estatal de Georgia 144
- Ruta Estatal de Georgia 196

## Localidades
- Allenhurst
- Flemington
- Fort Stewart
- Gumbranch
- Hinesville
- Midway
- Sunbury
- Riceboro
- Walthourville